# San Miguel (Putumayo)
San Miguel ist eine Gemeinde (municipio)  im Departamento Putumayo im Süden Kolumbiens an der Grenze zu Ecuador. Der Hauptort (cabecera municipal) von San Miguel ist La Dorada.

## Geographie
San Miguel liegt in der Subregion Bajo Putumayo im Departamento de Putumayo auf einer Höhe von 380 Metern. An die Gemeinde grenzen im Norden und Westen Valle del Guamuez, im Osten Puerto Asís und im Süden die Provinz Sucumbíos in Ecuador.

## Bevölkerung
Die Gemeinde San Miguel hat 28.982 Einwohner, von denen 6355 im Hauptort La Dorada leben (Stand: 2019).

## Geschichte
Die Besiedlung der Region Bajo Putumayo erfolgte insbesondere nach Beginn der Erdölförderung durch die Texas Petroleum Company in den 1960er Jahren. In der Folge prägt auch der illegale Coca-Anbau zur Kokainherstellung die Region. Das Gebiet war zudem stark betroffen vom bewaffneten Konflikt und der abwechselnden Präsenz paramilitärischer Gruppen und der FARC-Guerilla. Wirtschaftlich stand San Miguel immer im Schatten der Nachbarstädte Lago Agrio in Ecuador und La Hormiga in Valle del Guamuez. Die Gemeinde San Miguel mit dem Hauptort La Dorada wurde 1994 geschaffen. Der am Grenzfluss Río San Miguel liegende, vormals als San Miguel bekannte Grenzort heißt heute Puerto Colón und ist ein corregimiento von San Miguel.